# Alicja Grześkowiak
Alicja Grześkowiak (Świrz, 10 giugno 1941) è una politica polacca, Maresciallo del Senato della Polonia dal 21 ottobre 1997 al 18 ottobre 2001.